# Trigonotylus psammaecolor
Trigonotylus psammaecolor är en insektsart som beskrevs av Reuter 1885. Trigonotylus psammaecolor ingår i släktet Trigonotylus, och familjen ängsskinnbaggar. Arten är reproducerande i Sverige.